# 日本基督教団コザ教会
日本基督教団コザ教会（にほんきりすときょうだんコザきょうかい）は、沖縄県沖縄市に本拠地を置く日本基督教団の教会である。

## 歴史
1946年、当時はまだ信徒伝道者であった仲里朝章牧師らによってコザ市と周辺地域への伝道が開始された。その活動が一旦途切れた後、1950年に八重山地方から戻ってきた上原愛子牧師が越来で集会を開始する。
コザ教会は沖縄キリスト教団の教会として活動しており、上原牧師辞任後の1960年には沖縄キリスト教団佐敷教会（現在の日本基督教団佐敷教会）から山里勝一牧師を主任担任教師として招聘している。山里牧師の伝道により教勢は強まり、1965年には現在も教会が存在する沖縄県沖縄市美里に教会堂が献堂される。上原牧師を追った伊波南哲『この人を見よ』に、上原牧師辞任後、「コザ教会はだんだん信者が減って、ついに教会を閉鎖してしまった」とあるのは誤りである。
1969年の沖縄キリスト教団と日本基督教団の合同と時を同じくして山里牧師はボリビアメソジスト教会へ招聘され、後任として名嘉隆一牧師が赴任する。名嘉牧師は戦後のコザに関わる様々な問題と対峙しながら2009年まで活動を続けるが、年齢と体調を理由に退任。同年4月から2017年3月まで、古澤健太郎伝道師が司牧する。

## 歴代牧師
1. 上原愛子 (1950年から1959年まで)
2. 山里勝一 (1960年から1969年まで)
3. 名嘉隆一 (1969年から2009年まで)
4. 古澤健太郎 (2009年から2017年まで)

## 交通
- バス停「コザ」もしくは「吉原入口」下車徒歩5分
- 〒904-2153 沖縄県沖縄市美里1-25-26